# Hinoki hamisciprus
A hinoki hamisciprus (Chamaecyparis obtusa, japánul: 檜 vagy 桧 'hinoki') a fenyőalakúak (Pinales) rendjébe és a ciprusfélék (Cupressaceae) családjába tartozó faj.

## Származása, elterjedése
|  |
|  |

Közép-Japán erdőségiben őshonos, ezért a szintén onnan származó szavara hamisciprussal együtt japán hamisciprusként is említik. Nevét — a hinoki japánul „tűzfát” jelent — arról kapta, hogy eredeti termőhelyén rendszerint úgy pusztul el, hogy egy villámcsapástól tüzet fog, és óriásfáklyaként ég el. Japánban szívesen nevelnek belőle bonszait.
Európában jóval kisebb, sokszor csak nagyobb bokor. Itt elsősorban azok az enyhe klímájú régiók felelnek meg neki, amelyekben a szelídgesztenye a bükkel elegyesen nő — hazánkban ilyen helyek Sopron, Kőszeg, Nagykanizsa és Kaposvár környékén vannak.

## Megjelenése, felépítése
20–40 m magas fa, szabályos kúp alakú koronával. Vastag, tompa csúcsú pikkelylevelei felül fényes zöldek, fonákukon ezüstös rajzolat látható. A pikkelylevelek tövében sorjázó olajmirigyek szétdörzsölve kellemes gyantaillatot árasztanak. 8–10 mm-es, gömb alakú toboza vörösesbarna.

## Életmódja, termőhelye
Származási helyén akár negyven méter magasra is megnövő, állományalkotó fa. A humuszban gazdag, jó víz-, és tápanyag-ellátottságú, inkább laza, mint között talajt kedvel. Savanyú, vagy semleges talajon jobban fejlődik. Télállósága különösen idős korban jónak mondható. Szereti a magasabb relatív páratartalmat, a széltől védett laza félárnyékot, a bőséges csapadékot.
Nagyon lassan fejlődik és magas kort ér meg. Ezért is kedvelt bonszaiként, de kedvelt kiskerti, temetői dísznövényként is. Az első évben érő tobozai 

## Kertészeti változatok
Az alapfajt kertekben csak ritkán ültetik, de a leírt kertészeti változatok száma 70-nél is több. Különösen kedveltek a törpe növésű fajták. Ezek (az alany hatására) oltványként lényegesen jobban fejlődnek, nagyobbra nőnek, mint magról szaporítva.
- 'Crippsii'

A két méternél magasabbra növő fajták közül a legjelentősebb. Színe: aranysárga. Fiatal korában fagyérzékeny.
- 'Filicoides'

Páfrányra emlékeztető, a többi fajtához képest gyorsan nő. Az 'Aurea' nevű arany változata már jóval lassúbb növekedésű.
- 'Flabelliformis'
- 'Kosteri'
- 'Lycopodioides'

Kékeszöld árnyalatú, lassú növésű fajta.
- 'Minima'
- 'Nana' — ez egy komplett, törpe növésű fajtacsalád. Alapváltozata 1 m-nél nem nő magasabbra. A lombja sötétzöld, alsó gallyai kagylószerűek. A félárnyékos helyeket kedveli.

- 'Nana Aurea'

Élénk arany színű, a 'Nana Gracilis'-nél keskenyebb termetű.
- 'Nana Gracilis'

Ez a Nyugat-Európában legelterjedtebb fajta. Fiatalon szabálytalan alakú, később élénkzöld, széles kúppá fejlődik. Sötétzöld színét télen is megtartja. Még 60 évesen is csak mintegy 2 m magas. A lapított, lekerekített tűlevelek fonákán látható X és Y alakú, fehér rajzolat jól elkülöníti a többi ciprusfélétől. Szélvédett helyre, párás levegőre van szüksége. Ha sok vizet kap, napra is ültethető, különben félárnyékban érzi magát jobban. Egyes mutációi: 'Kosteri', 'Opal' rendkívül jól nevelhetők bonszainak.
- 'Nana Lutea'
- 'Pygmaea'

Gömb alakú, 2 m magasra növő cserje. Gallyai legyezőszerűen állnak. Nyáron zöld lombja télire kissé megbarnul.
- 'Spiralis'
- 'Tempelhof'

Egy szabályos gömb alakú fajta. Halványzöld, merev hajtásai ősszel bronzos tónust kapnak. A legtélállóbbak egyike.
- 'Tetragona Aurea'

A gyengébben fejlődő 'Tetragona' sárga változata, amelyet korallszerű megjelenése miatt kedvelnek a bonszai-készítők.
Törpe változatok:
- 'Hage'

Spirális tűállású, lapos, korong alakú.
- 'Juniperoides'

Teljesen lapos korong alakú.
- 'Pygmaea'

Merev, élénkbarna fás hajtású.